# Березанський провулок
Береза́нський прову́лок — зниклий провулок, що існував у Радянському районі (нині територія Шевченківського району) міста Києва, місцевість Шулявка. Пролягав від Політехнічного провулку (тоді — частина Польового провулку) до Борщагівської вулиці.

## Історія
Провулок утворився наприкінці XIX століття під назвою Березівський (або Березовий). Назву Березанський провулок набув 1944 року.
Ліквідований разом із навколишньою малоповерховою забудовою та всією вуличною мережею Лівої Шулявки в 1971 році.
На місці колишнього провулку в 1970-ті роки прокладено нову трасу Політехнічного провулку.